# Fightstar
I Fighstar sono un gruppo musicale post-hardcore britannico attivo dagli anni 2000.

## Storia
Il gruppo venne formato nel 2003 per volontà del frontman Charlie Simpson, all'epoca ancora membro dei Busted, intenzionato ad esplorare maggiormente il mondo rock. Dopo aver conosciuto il chitarrista Al Westaway e il batterista Omar Abdid a una festa, il trio iniziò a comporre materiale sufficiente per un EP e reclutò il bassista Dan Haigh una volta entrati in studio. Simpson abbandonò i Busted, che entrarono in pausa agli inizi del 2005, e ciò permise ai Fighstar di potersi esibire dal vivo in Inghilterra, segnano anche una partecipazione al Festival di Reading e Leeds. Nell'estate 2005 venne dato alle stampe l'EP di debutto They Liked You Better When You Were Dead sotto Island Records, venendo ristampato l'anno seguente negli Stati Uniti d'America dalla Deep Elm, con la quale i Fightstar pubblicarono l'album di debutto Grand Unification.
Negli anni seguenti il gruppo pubblicò gli album One Day Son, This Will All Be Yours, Be Human e Behind the Devil's Back, oltre alla raccolta di b-side Alternate Endings.

## Formazione
- Charlie Simpson – voce, chitarra
- Alex Westaway – chitarra
- Dan Haigh – basso
- Omar Abidi – batteria

## Discografia

### Album in studio
- 2006 – Grand Unification
- 2007 – One Day Son, This Will All Be Yours
- 2009 – Be Human
- 2015 – Behind the Devil's Back

### Raccolte
- 2008 – Alternate Endings

### EP
- 2005 – They Liked You Better When You Were Dead